# Amperea
- Commons
- Wikispecies

Amperea A.Juss.  é um género botânico pertencente à família Euphorbiaceae.

## Sinonímia
- Leptomeria Sieber

## Espécies
Apresenta treze espécies:
| - Amperea conferta - Amperea cuneiformis - Amperea ericoides - Amperea micrantha - Amperea podperae | - Amperea protensa - Amperea rosmarinifolia - Amperea simulans - Amperea spartioides - Amperea spicata | - Amperea subnuda - Amperea volubilis - Amperea xiphoclada |